# Odell, Illinois
Odell är en ort (village) i Livingston County i Illinois. Vid 2020 års folkräkning hade Odell 1 003 invånare.